# Concerto pour piano no 2 de Rachmaninov
Pour un article plus général, voir Concerto pour piano.
Pour les articles homonymes, voir Concerto pour piano no 2 et Concerto pour piano (homonymie).
 (février 2021).
Si vous disposez d'ouvrages ou d'articles de référence ou si vous connaissez des sites web de qualité traitant du thème abordé ici, merci de compléter l'article en donnant les références utiles à sa vérifiabilité et en les liant à la section « Notes et références ».
Le Concerto pour piano no 2 en do mineur, op. 18, est un concerto du compositeur russe Sergueï Rachmaninov, écrit dans les années 1900 et 1901, quelque peu avant la composition de sa Sonate pour violoncelle et piano.
Il est créé le 11 septembre 1901 (27 octobre 1901 a.s.) à Moscou par le compositeur au piano sous la baguette d'Alexander Siloti et obtient un succès considérable non démenti depuis.
La composition de ce concerto intervient juste après les trois ans de dépression nerveuse dans laquelle Rachmaninov a plongé à la suite de l'échec de sa première symphonie, démontée par des critiques impitoyables. C'est grâce au traitement du docteur Nicolas Dahl, un neurologue russe pratiquant l'hypnose selon l'enseignement de Charcot et qui lui conseille d'écrire ce concerto, que Rachmaninov arrive à sortir de cette crise et retrouver sa créativité. Ce concerto sera dédié au docteur Dahl en guise de remerciement.
Respectant la forme traditionnelle du concerto, il se compose de trois mouvements :
1. Moderato ;
2. Adagio sostenuto ;
3. Allegro scherzando.

Il est reconnu pour sa difficulté et notamment pour la taille des mains qu'il demande au pianiste, avec des dixièmes à jouer d'une seule main.
On peut penser que le 2e Concerto pourrait être une sorte de tableau musical des différentes étapes qui ont mené à sa composition. L'œuvre retracerait ainsi sa propre gestation, et serait par là pour le musicien une façon de surmonter définitivement la crise qu'il vient de traverser.
Aux premières mesures, le musicien émerge peu à peu de sa torpeur. Une fois éveillé, il se remémore les épisodes qui l'ont mené vers la crise. En une gigantesque anamnèse, il voit défiler son passé, les moments douloureux de son existence ; d'où le ton grave et torturé de ce premier mouvement.
Concernant l'Adagio, ayant chassé ses mauvais souvenirs, le musicien se réacclimate doucement à la vie. Son état reste fragile, mais plein d'espoir : il est comme un homme qui verrait poindre l'aube après une nuit peuplée de cauchemars.
Enfin, sur l'Allegro Scherzando, le musicien goûte à présent pleinement aux plaisirs de la vie. Il retrouve foi en lui-même et en ce qu'il a de plus précieux : la musique.

## Orchestration
| Nomenclature du Concerto pour piano no 2                             |
| Cordes                                                               |
| Premiers violons, seconds violons, altos, violoncelles, contrebasses |
| Bois                                                                 |
| 2 flûtes, 2 hautbois, 2 clarinettes en si♭ et la, 2 bassons          |
| Cuivres                                                              |
| 4 cors en fa, 2 trompettes en si♭ et la, 3 trombones, 1 tuba         |
| Percussions                                                          |
| Timbales, grosse caisse et cymbales                                  |

## Analyse

### I: moderato
Le concerto commence par huit mesures où le piano, seul, joue une lente série d'accords (tels des cloches) qui progresse poco a poco crescendo du pianissimo initial au fortissimo de la neuvième mesure. Cette unique introduction établit immédiatement pour l'auditeur l'esprit sous-jacent du nationalisme russe, caractéristique du romantisme tardif de Rachmaninov.
Les accords éclatent enfin sur un torrent de croches au piano sur lequel apparaît le thème principal, joué par les violons, altos et clarinettes.
C'est une des caractéristiques (inhabituelles) du premier mouvement de ce concerto : le soliste n'a pas de rôle central après ses accords d'ouverture, il accompagne seulement la mélodie portée par l'orchestre, jusqu'à son premier solo.

Il est aussi notable de voir que l'esthétique du concerto prend le contrepied de toute esthétique classique ; en effet, il ne s'agit plus d'un mouvement classique d'exposition, développement, réexposition, mais d'une succession d'esquisses, de thèmes qui reviennent à plusieurs reprises au cours du mouvement. Cette esthétique, novatrice, se retrouve dans l'ensemble des trois mouvements.

### II: adagio sostenuto
Les thèmes de l'adagio sostenuto en ut mineur évoquent à la fois un chant religieux russe et un air de danse archaïque. Au début du morceau l'orchestre amène le piano. Se joue ensuite le thème 1, alternant entre les duos et les instruments de premier plan, établissant des dialogues profonds, mélancoliques et emplis des couleurs des lamentations de Rachmaninov. Dans la partie centrale du mouvement, le dialogue entre le piano, la flûte traversière et la clarinette crée une impression d'immobilité d'une étrange beauté, avant la reprise abrégée du début de l'adagio. Lors de cette partie, l'orchestre est au second plan afin de laisser le piano briller lors de son sublime solo pleins d'émotions. La troisième partie est plus rythmée et extrêmement exigeante pour le pianiste. Les longs silences qui suivent cette euphorie et ce peu de notes nous rappelle le mal-être de Rachmaninov et nous laisse entrevoir ses sentiments les plus profonds. La réexposition du thème principal et joué par l'orchestre qui, ici, passe au premier plan. Le climax de ce mouvement, construit d'accords riches nous transporte au plus profond du sentiment humain, une plainte aussi émouvante que captivante qui nous montre une nouvelle fois le génie de Rachmaninov. Ce mouvement se termine tout en intimité, seul le piano joue, un arpège long et étoffé de silence, une mélodie à la fois inspirante et aérienne.   

### III: allegro scherzando
Dans le final, Rachmaninov souligne à nouveau la tonalité de mi majeur du mouvement lent avec une introduction élaborée et modulante, qui ramène lentement la musique à la tonalité d'ut mineur pour la première idée vigoureuse et simple ; elle se compose d'une alternance de demi-tons et d'une cellule rythmique formée d'une noire et de deux croches. Le second thème en si bémol est le plus célèbre qu'ait écrit Rachmaninov. Il a un caractère rêveur et nostalgique, sans toutefois posséder la profondeur émotionnelle du grand thème du mouvement lent. La structure de ce mouvement est totalement circulaire : après une brève introduction jouée par les cordes, le piano commence une cadence qui monte par marche de quintes (sol-ré-sol-ré-sol) pour se finir sur un la bémol ; avant la coda, le piano rejoue la même cadence, qui se finit cette fois par un la bécarre, pour montrer le passage du mineur au majeur, pour mettre en lumière la résolution définitive de la crise.

## Repères discographiques
De nombreux musiciens de renom ont interprété ce concerto, notamment Valentina Lisitsa, Khatia Buniatishvili, Julius Katchen, Evgeny Kissin, Lang Lang, Hélène Grimaud, Byron Janis, Sviatoslav Richter, François-René Duchâble, Alexis Weissenberg, Nikolai Lugansky, Victor Eresko, Philippe Entremont, Vladimir Ashkenazy, Arthur Rubinstein, Alexandre Tharaud, Daniil Trifonov, Alexander Malofeev, Anna Fedorova et Rachmaninov lui-même.

## Dans la culture populaire
- L'Adagio sostenuto est à la base du thème du tube pop/rock All by Myself d'Eric Carmen (1976). Ce même mouvement se trouve aussi à la base du tube Life on Mars? de David Bowie.
- On retrouve aussi une partie du Moderato dans les chansons Butterflies and Hurricanes, Ruled by Secrecy, Megalomania et Space Dementia du groupe britannique Muse.
- Des arrangements du premier et deuxième mouvement ont été utilisés par de nombreuses figures du patinage artistique, parmi lesquels Chen Lu (dont la transposition du 2e mouvement est un summum d'élégance), Sasha Cohen, Fumie Suguri, Mishkutenok/Dmitriev.
- Le thème de l′Allegro scherzando est à la base de Full Moon And Empty Arms (1945) de Frank Sinatra.
- Le concerto peut être entendu dans de nombreux films parmi lesquels Sept Ans de réflexion, où Marilyn Monroe dit :

« Everytime I hear it, I go to pieces !… It shakes me ! It quakes me ! It makes me feel goose-pimply all over ! I don't know where I am or who I am or what I'm doing! »

- Mais également dans Brève Rencontre (Brief Encounter) réalisé en 1945 par David Lean, Rhapsodie (Rhapsodie) réalisé par Charles Vidor en 1954, Deux Copines, un séducteur (The World of Henry Orient) réalisé par George Roy Hill en 1964, Leçons de séduction (The Mirror Has Two Faces) réalisé par Barbra Streisand en 1996, Danse ta vie (Center Stage) réalisé par Nicholas Hytner en 2000 et Un mariage de princesse (The Princess Diaries 2: Royal Engagement) réalisé par Garry Marshall en 2004.
- Le concerto est aussi un des moments clé du film de Frank Borzage Je vous ai toujours aimé (I've Always Loved You) réalisé en 1946.
- Tout le film de Claude Lelouch, Partir, revenir (1985) est basé sur le concerto, qui sert de trame au récit.
- Le concerto est le morceau de concours choisi au centre de l'intrigue du film Au bout des doigts réalisé par Ludovic Bernard en 2018.
- Le concerto est joué par un personnage dans la série télévisée Smallville.
- Le concerto peut être entendu dans Nodame Cantabile (aussi bien dans le drama, réalisé en 2006, que dans l'animé, réalisé en 2007). Les personnages l’interprétant sont Shinichi Chiaki au solo piano et Franz von Streseman pour la direction de l'orchestre.
- Le concerto peut être également entendu dans l'animé Fairy Tail durant l'arc de la Tour du Paradis. Le passage figure en 27e position sur le deuxième CD de la bande originale de cet animé, réalisée par Yasuharu Takanashi.
- Le concerto est utilisé sur certains solos de batterie de Yoshiki, leader du groupe X-Japan, notamment durant le « Last Live » de 1997.
- En 2010, l'allegro scherzando a accompagné les images du film Au-delà (Hereafter) réalisée en 2010 par Clint Eastwood et mettant en vedette Cécile de France.
- Il y est également fait référence dans le roman La Chute d'Hypérion (de Dan Simmons), où le Consul termine un concert privé sur son piano à queue Steinway & Sons par ce morceau « d'une beauté à couper le souffle ».
- Il est aussi présent dans une grande partie de l'épisode A Quiet Night In (2014), de la série britannique Inside no 9, où il est mis en opposition avec Without You de Harry Nilsson. Le riche propriétaire et collectionneur lance le morceau pour accompagner son repas.
- Le concerto est l'illustration finale de la pièce de théâtre Sentinelles (2021) de Jean-François Sivadier.
- Le premier mouvement du concerto est également entendu durant la séance de cinéma de l’épisode 5 de la saison 4 de la série Sex Education (2023).
- Le 2e mouvement est repris dans un épisode de la série Snowpiercer (adaptation du Transperceneige), diffusée à partir de 2020.

## Discographie sélective
- 1929 : Sergueï Rachmaninov avec l'Orchestre de Philadelphie dirigé par Leopold Stokowski[1]

- 1956 : Arthur Rubinstein avec l'Orchestre symphonique de Chicago dirigé par Fritz Reiner[2]

- 1959 : Sviatoslav Richter avec l'Orchestre philharmonique de Varsovie dirigé par Stanisław Wisłocki[1]

- 1962 : Van Cliburn avec l'Orchestre symphonique de Chicago dirigé par Fritz Reiner[3]

- 1965 : Earl Wild avec le Royal Philharmonic Orchestra dirigé par Jascha Horenstein[4],[5]

- 1970 : Alexis Weissenberg avec l'Orchestre philharmonique de Berlin dirigé par Herbert von Karajan[6]

- 1971 : Vladimir Ashkenazy avec l'Orchestre symphonique de Londres dirigé par André Previn[1]

- 1988 : Evgeny Kissin avec l'Orchestre symphonique de Londres dirigé par Valery Gergiev[7]

- 2004 : Stephen Hough avec l'Orchestre symphonique de Dallas dirigé par Andrew Litton[8]

- 2005 : Leif Ove Andsnes avec l'Orchestre philharmonique de Berlin dirigé par Antonio Pappano[9],[10]

- 2011 : Yuja Wang avec l'Orchestre du Festival de Verbier dirigé par Yuri Temirkanov[11]

- 2013 : Anna Fedorova avec la Nordwestdeutsche Philharmonie dirigée par Martin Panteleev[12]

- 2017 : Khatia Buniatishvili avec l'Orchestre philharmonique tchèque dirigé par Paavo Järvi[13]

- 2018 : Daniil Trifonov avec l'Orchestre de Philadelphie dirigé par Yannick Nézet-Séguin[14]

- 2023 : Yuja Wang avec l'Orchestre philharmonique de Los Angeles dirigé par Gustavo Dudamel[15]